# Ato de Traição de 1351
Ato de Traição de 1351 é uma lei do Parlamento da Inglaterra que codificou e restringiu o crime de traição de direito comum. Nenhuma nova infração foi criada pelo estatuto. 

## História
É um dos primeiros estatutos ingleses ainda em vigor, embora tenha sido alterado de forma muito significativa. Foi estendido à Irlanda em 1495 e à Escócia em 1708. A lei ainda está em vigor no Reino Unido. Também ainda está em vigor em algumas ex-colônias britânicas, incluindo NNova Gales do Sul. 
A Lei foi revogada na República da Irlanda em 16 de maio de 1983, e na Nova Zelândia em 1º de janeiro de 1962.

## Constituição dos Estados Unidos
A Lei é a origem da definição de traição nos Estados Unidos (no artigo III da Constituição). Joseph Story escreveu em seus Comentários sobre a Constituição dos Estados Unidos que:
Eles adotaram as próprias palavras do Estatuto de Traição de Eduardo III; e, portanto, por implicação, para eliminar de uma vez todas as chances de construções arbitrárias, eles reconheceram a interpretação bem estabelecida dessas sentenças na administração do direito penal, que prevaleceu por séculos.